# Przedsionek serca

Serce ryby o wyraźnym podziale na cztery pęcherzyki. Zgodnie z kierunkiem przepływu krwi: zatoka żylna, przedsionek, komora i stożek tętniczy

Przedsionek serca (łac. atrium cordis) – część serca występująca u większości mięczaków (zarówno u tych o otwartym jak i zamkniętym układzie krążenia) i wszystkich kręgowców, w tym u człowieka. Otrzymuje ona krew z żyły lub zatoki żylnej i przepompowuje ją dalej, do komory serca. Liczba przedsionków u różnych zwierząt wynosi od jednego do czterech.

## Mięczaki
Spośród zwierząt bezkręgowych serce z przedsionkami rozwinęły tylko mięczaki. Bruzdobrzuchy, chitony i małże mają zawsze dwa przedsionki. U małży krew doprowadzana jest do nich żyłami skrzelowymi. U ślimaków jest jeden lub dwa przedsionki. U nich również krew doprowadzają doń żyły, zwane skrzelowymi lub płucnymi, w zależności od typu narządów oddechowych.
Łodziki mają cztery, natomiast pozostałe głowonogi dwa przedsionki serca. Krew dostaje się do nich ze skrzeli za pośrednictwem żył skrzelowych zstępujących. System zastawek między przedsionkami a komorą jest nieparzysty u łodzików, zaś parzysty u pozostałych głowonogów.

## Kręgowce

Serce ssaka na przykładzie człowieka. 1: prawy przedsionek, 2: lewy przedsionek, 3: żyła główna przednia (górna), 4: aorta, 5: tętnica płucna, 6: żyła płucna, 7: zastawka mitralna, 8: zastawka aorty, 9: lewa komora, 10: prawa komora, 11: żyła główna tylna (dolna), 12: zastawka trójdzielna, 13: zastawka pnia płucnego.

W pierwotnym planie budowy kręgowców serce zbudowane jest z czterech pęcherzyków (zgodnie z kierunkiem przepływu krwi): zatoki żylnej, przedsionka, komory i stożka tętniczego. Taki układ zachowuje się u licznych ryb, larw płazów, a u innych kręgowców na etapie rozwoju zarodkowego. Wykształcenie się przegrody międzyprzedsionkowej i w konsekwencji podział na lewy i prawy przedsionek nastąpiło w dwóch liniach rozwojowych: dwudysznych oraz czworonogów (w tej ostatniej zmiany te doprowadziły do wykształcenia się małego i wielkiego obiegu krwi).
U dwudysznych żyła płucna otwiera się do lewej części przedsionka, a zatoka żylna do prawej. Obie części przedsionka rozdziela łącznotkankowy fałd wyrastający z jednej ze ścian serca i ciągnący się również w komorze. Fałd ten u rogozębowatych nie jest połączony z drugą ścianą serca (podział przedsionków niecałkowity), natomiast u płazakowatych łączy się z nią pasmami mięśni, tworząc całkowitą przegrodę.
U trzonopłetwych przedsionek jest największym pęcherzykiem serca, nakrywającym od góry komorę. Mięśniowa przegroda międzyprzedsionkowa pojawia się u płazów oddychających płucami, przy czym u bezogonowych jest zawsze całkowita i zwarta. Tak jak u dwudysznych zatoka żylna otwiera się do części prawej, a żyła płucna do części lewej. Przedsionek w linii rozwojowej płazów ulega stopniowemu przesunięciu ku przodowi i u bezogonowych leży w całości przed komorą.
U gadów zachowuje się podział przedsionków, a każdy ma własną zastawkę przedsionkowo-komorową (tą lewego nazywa się dwudzielną lub mitralną, a tą prawego trójdzielną, jednak nazwy te nie muszą odpowiadać liczbie tworzących je płatków). Pojawia się u nich także częściowy, a później całkowity podział komory serca. W dwóch wywodzących się z nich liniach rozwojowych następuje redukcja zatoki żylnej i jej wciągnięcie w ścianę prawego przedsionka. U ptaków zatoka ta zachowuje się w postaci odrębnego pęcherzyka tylko u paleognatycznych. U współczesnych ssaków nie zachowuje się w tej postaci wcale. U stekowców i ptaków paleognatycznych, a wtórnie też u niektórych wróblowych, do prawego przedsionka otwierają się trzy żyły: dwie żyły główne przednie i jedna główna tylna. U pozostałych współczesnych ptaków i ssaków obie żyły główne przednie łączą się przed osiągnięciem przedsionka we wspólny pień. Do lewego przedsionka krew dochodzi z żył płucnych, które u ptaków i stekowców łączą się na krótko i otwierają do niego wspólnie, a u reszty współczesnych ssaków otwierają się 2–4 ujściami, wskutek wcielenia końcowego odcinka żył (pnia) w ścianę przedsionka.